# Diasporus hylaeformis
Diasporus hylaeformis é uma espécie de anfíbio  da família Eleutherodactylidae.
Pode ser encontrada nos seguintes países: Costa Rica e Panamá.
Os seus habitats naturais são: regiões subtropicais ou tropicais húmidas de alta altitude.